# Damn Small Linux
Damn Small Linux е Линукс дистрибуция базирана на Knoppix, предназначена главно за стари компютри, например машини с централен процесор 486 и Pentium и 16-32 MB RAM. DSL е жива дистрибуция с размер само 50 MB и може да бъде инсталирана от CD, USB Flash или ZIP устройство.
Текущата версия на Damn Small Linux е 4.4.10 от 18 ноември 2008. Поради неразбирателства между създателите на DSL бъдещето на дистрибуцията е несигурно.

## Характеристики
DSL включва следния софтуер:
- Линукс ядро 2.4
- текстови редактори: Beaver, Nano, Vim
- файлови мениджъри: DFM, emelFM
- графични програми: MtPaint, xzgv
- мултимедийни програми: gphone, XMMS с поддръжка на MPEG видео
- офис програми: SIAG (електронни таблици), Ted (текстов редактор с проверка за правопис на английски език), Xpdf (за преглеждане на PDF документи)
- интернет приложения:
  - браузъри: Dillo, Mozilla Firefox, Netrik
  - Sylpheed (E-mail клиент)
  - naim (AIM, ICQ и IRC клиент)
  - AxyFTP (FTP клиент), BetaFTPD (FTP сървър)
  - Monkey (уеб сървър)
  - SMB клиент

и още много софтуер само върху 50 MB.

## Подобни дистрибуции
Puppy Linux, DSL-N